# Возняк, Станислав Владимирович
Станислав Владимирович Возняк (род. 2 февраля 1935, Самарканд) — советский легкоатлет, специализировался на метании молота. Мастер спорта, Заслуженный тренер СССР (1980), Заслуженный тренер РСФСР (1991), Заслуженный работник физической культуры РФ. Выступал за московские спортивные общества «Буревестник» и ЦСКА.

## Биография
В 1952 году начал заниматься легкой атлетикой в городе Апшеронске, Краснодарского края. В 1958 году окончил Государственный центральный ордена Ленина институт физической культуры (ГЦОЛИФК). Его тренером был Лимарь П. Л.
В 1958—1964 годах был в сборной СССР по легкой атлетике. В 1966 году окончил аспирантуру и защитил диссертацию, получив звание кандидата педагогических наук. Затем возглавлял Лабораторию лёгкой атлетики во Всероссийском научно-исследовательском институте физической культуры и спорта (ВНИИФК).
Работал тренером на Кубе, в Ираке, Чили, а также являлся лектором в Южноамериканском Центре развития IAAF в Аргентине.
С 1974 по 1991 год был старшим тренером сборной СССР по метаниям, с 1989 по 1991 год и главным тренером сборной РСФСР, а с 1992 по 1994 год старшим тренером группы метаний сборной команды Российской Федерации по лёгкой атлетике.

## Награды
- орден Дружбы народов
- орден «Знак Почета»

## Примечание
1. 1 2  Возняк Станислав Владимирович | Спорт-страна.ру. Дата обращения: 22 августа 2019. Архивировано 22 августа 2019 года.
2. ↑  Поздравляем! - Новости - RusAthletics. www.rusathletics.com. Дата обращения: 22 августа 2019. Архивировано 22 августа 2019 года.